# 돈 카를로 (오페라)

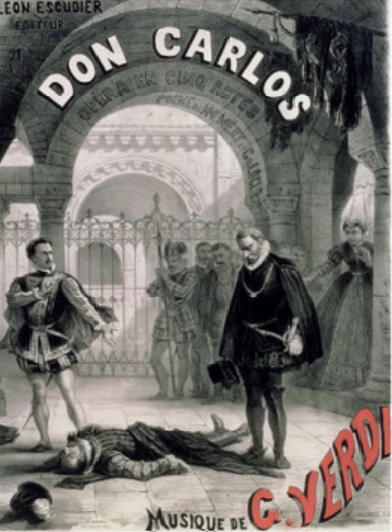

돈 카를로스(Don Carlo)는 주세페 베르디의 5막의 그랜드 오페라이다. 독일 작가인 프리드리히 실러의 동명의 희곡을 기초로, 카미유 뒤 로클이 프랑스어로 오페라 대본을 썼다. 그 뒤 이탈리아어로 번역되고 다섯 번 개정되었다.

## 등장 인물
- 주요 배역
  - 필리포 2세, 에스파냐의 국왕, 베이스
  - 돈 카를로, 에스파냐의 황태자, 테너
  - 엘리자베타 - 카를로의 약혼녀, 소프라노
  - 로드리고, 포사의 후작 - 카를로의 절친한 친구, 바리톤
  - 종교 재판소장 - 베이스
  - 에볼리 공녀 - 메조소프라노

- 조연 및 기타
  - 수도승 - 베이스
  - 티발트, 엘리자베트의 시종 - 소프라노
  - 천상으로부터의 소리 - 소프라노
  - 레르마 백작 - 테너
  - 왕실 전령관 - 테너

- 기타
  - 아렘베르크 백작 부인 - 무음
  - 플랑드르 관리들, 종교 조사자들, 에스파냐 궁정의 귀족들, 사람들, 시동들, 호위병들, 수도승들, 병사들 - 합창

## 줄거리
시대: 16세기 중반, 프랑스와 에스파냐

### 1막
- 1장: 퐁텐블로의 궁정 숲속

나무꾼들과 그들의 가족들이 모닥불에 모여 겨울과, 그들에게 가난과 비참함을 가져단 준 에스파냐와의 전쟁에 애통해한다. 궁전에서 사냥단이 도착하는데 그 중엔 프랑스 왕의 딸인, 발루아의 엘리자베스 공주가 있다. 그는 사람들에게 용기를 내라고 부탁한다. 그는 평화 조약이 이제 체결되고 있으며, 여건이 개선될 것이라는 약속을 한다. 공주는 사냥단과 함께 자리를 떠난다.
- 2장: 퐁텐블로의 궁정 숲속

돈 카를로, 스페인의 황태자가 숲속으로부터 나타나, 이제는 텅빈 곳으로 들어선다. 그는 엘리자베스의 모습을 보고 첫눈에 반한다. 엘리자베스와 그의 시종인 테발도가 다른 사냥단과 떨어져 길을 잃고 헤맨다. 돈 카를로는 엘리자베스에게 자신을 스페인에서 온 외국인이라 소개하고, 자신의 보호를 제공한다. 그의 차림새와 정중한 행동에 그를 스페인 대사라 생각해 안심한 엘리자베스는 테발도가 다른 사냥단을 찾아오도록 한다. 돈 카를로는 엘리자베스 공주와 결혼이 약조된 스페인 왕자와 가까운 사이라 말한 후 그에게 자신의 초상화를 건네준다. 엘리자베스는 바로 눈앞에 있는 이가 자신의 약혼자라는 사실에 기뻐하며, 그들의 결혼이 곧 유럽에 평화를 가져오리라 예상한다. 포성 소리가 들리고, 조약이 체결되었음을 알리는 노래가 울린다. 테발도는 신하들과 돌아와 엘리자베스에게 필립 2세의 신부로, 스페인의 왕비가 되는 것을 축하한다. 엘리자베스는 테발도에게 자신은 황태자와 결혼하게 돼 있지 왕과 결혼하는 것이 아니라 말한다. 그러나 페이지는 조약은 왕과의 결혼이라 말하며, 엘리자베스에게 수락할 것을 강요한다. 엘리자베스는 굶주린 국민들의 고통을 끝내려는 의무감에 어쩔 수 없이 동의한다. 그와 돈 카를로는 저주받은 사랑에 슬퍼하나 사람들은 전쟁의 종결에 기뻐한다.

### 2막
- 1장: 스페인의 St. Just의 수도원

돈 카를로는 자신의 조부이자 필립 왕의 아버지인 카를 5세의 무덤에서 기도한다. 수도원의 그늘에서 한 신비한 수도승이 세상의 허영을 경고한다. 돈 카를로는 그 목소리가 황제의 것이라 생각하고, 실제로 어떤 이는 황제의 유령이 그 지역을 배회한다고 말한다. 돈 카를로는 이제 플란더스에서 막 돌아온 그의 친구 로드리고, 포사 후작을 만난다. 그곳의 국민들은 스페인의 지배에 고통받고 있다. 돈 카를로는 그가 아직도 엘리자베스를 사랑하고 있음을 고백하고, 로드리고는 이 치명적인 사랑을 잊고 플레미쉬 사람들을 위해 싸울 것을 촉구한다. 이 두 남자는 죽을 때까지의 우정을 맹세하고, 필립 왕과 엘리자베스 왕비가 황제의 무덤에서 기도하며 지나간다.
- 2장: 아렘베르그 백작 부인의 정원

정원에서 에볼리 공녀와 다른 궁정의 귀부인들이 즐겁게 시간을 보낸다. 에볼리는 테발도의 반주로 무어의 노래를 부른다. 왕비가 수도원에서 돌아오고, 로드리고는 그에게 돈 카를로의 편지를 몰래 건네준다. (번역 중...)

### 3막
(번역 중...)

### 4막
- 1장: 필립 왕의 서재

필립 왕은 공주로 잠을 이루지 못하고, 그의 아내가 그를 사랑하지 않는다는 것에 괴로워하며 아들과 아내와의 사이를 의심한다. 대주교가 상의하러 들어온다. (번역 중...) 주교는 돈 카를로의 사형에 동의하고, 포사 후작도 마찬가지로 자신의 손에 넘길 것을 주장한다. 나이든 성직자가 떠나자 필립 왕은 제단 앞에 왕위가 언제나 굴복해야 하는지 의아해한다. 엘리자베스가 들어와, 그의 보석상자를 도둑맞았다고 울부짖는다. 필립은 문제의 보석상자를 엘리자베스에게 건네주고, 그것을 열어보라고 명령한다. (번역 중...)
- 2장: 감옥

로드리고는 그의 친구를 찾아와 작별의 인사를 전하고, 돈 카를로에게 엘리자베스가 그 수도원에서 마지막으로 그를 만나겠다는 약속을 전한다. 총성이 울리고, 로드리고는 치명상을 입고 쓰러진다. 그는 죽으면서, 돈 카를로가 플란더스를 구하고 스페인의 새로운 빛이 되기를 촉구한다. 필립 왕은 들어와 돈 카를로의 칼을 돌려주지만 돈 카를로는 로드리고의 죽음의 죄를 묻는다. 시민들이 감옥으로 돌진하며 돈 카를로의 석방을 요구하고, 변장한 에볼리가 그에게 도망칠 것을 촉구한다. 대주교가 등장하여 반역의 무리들이 필립 왕 앞에 무릎을 꿇으라 명령한다.

### 5막
- 수도원

엘리자베스는 돈 카를로를 기다리며 황제의 무덤에서 기도한다. 돈 카를로가 나타나자 그는 로드리고의 플랑더스에서 자유를 위해 부탁한 것을 계속하도록 설파한다. 그들은 지산들의 사랑이 천국에서 보답받기를 맹세하고, 필립 왕이 종교 재판관의 수행원들과 함께 대동하여 그 둘 사이를 방해한다. 필립과 종교 재판소장은 죽은 황제의 목소리를 들었다고 생각한다. 신비스러운 수도승이 문을 열어, 돈 카를로를 보호하는 수도원의 어둠으로 인도한다.